# GQ (magazine)
 (novembre 2023).
Motif : Le magazine international me semble admissible, pas besoin de se centrer sur l'édition française.
GQ France est l'édition française du magazine masculin américain GQ, sigle de Gentlemen's Quarterly et propriété de Condé Nast Publications, filiale d'Advance Publications, propriété de la famille Newhouse lancé en 2008.       
Le presque mensuel traite du quotidien et du monde à travers la mode et la culture. Le ton se veut à la fois sérieux et léger et aborde notamment la politique, l'entrepreneuriat, la gastronomie, le bien-être physique et mental, le cinéma, la musique, les médias, le sport, les technologies et la mode. À travers ses couvertures, la revue masculine sélectionne des sujets français et internationaux dans ces domaines.

## Édition américaine
Lancé en 1931 sous le nom d'Apparel Arts, le magazine n'est devenu Gentlemen's Quarterly qu'en 1958 lorsqu'il a changé son mode de parution pour devenir un trimestriel, ou « quarterly » aux États-Unis. Le logo « GQ » apparait en 1967. La publication change encore en 1970 pour devenir mensuelle, puis quasi mensuel. 
Publié par le groupe Condé Nast Publications, propriétaire de la marque depuis 1979, le magazine change son concept à partir de 1983. Son nouveau rédacteur en chef, Art Cooper, introduit d'autres sujets que la mode, transformant la publication en revue masculine généraliste. Le magazine organise depuis 1996 une cérémonie des Hommes de l'année qui récompense les talents, féminins et masculins, de l'année qui s'est écoulée.  
En 2018, le nouveau rédacteur en chef, Will Welch, replace la mode comme sujet principal de la revue. En 2021, il crée le comité éditorial global de GQ, composé notamment des rédacteurs en chef de 10 des 21 éditions du magazine. 

## Comité éditorial global
Directeur de la rédaction globale
- Will Welch (GQ États-Unis)

Directeur adjoint de la rédaction globale
- Adam Baidawi (GQ Royaume-Uni)

Rédacteurs et rédactrices en chef
- Neuf au total, un pour chacun des autres pays et régions (GQ France, GQ Allemagne, GQ Inde, GQ Italie, GQ Japon, GQ Mexique et Amérique latine, GQ Espagne, GQ Taïwan, GQ Chine)

Équipe éditoriale globale 
- Composée de onze directeurs et directrices

## Les Hommes de l'année
Depuis 2010, GQ France organise la cérémonie française des « Hommes de l'année ». Le footballeur Bixente Lizarazu est l'élu de la première édition.  
Le 29 novembre 2022, cette cérémonie réapparait après trois ans d'absence. Les catégories de sélection sont supprimées, à la place les célébrités sont jugées selon les critères de « diversité, créativité, prise de risque, optimisme et masculinité plurielle ». Plusieurs personnes sont primées à l'hôtel de luxe Kimpton Saint Honoré Paris. L'actrice, chanteuse et mannequin américaine Zoë Kravitz, seule femme du palmarès, est élue par le comité éditorial global de GQ.    

## GQ hype
Tous les mois depuis février 2022, GQ hype, la couverture digitale du magazine, présente des personnalités marquant l'actualité selon la rédaction. GQ hype a une couverture différente du magazine papier.  
Le 10 novembre 2022, le magazine organise un événement promotionnel pour le chanteur nigérian Wizkid.  

## GQ recommande
GQ recommande est la section du magazine en ligne présentant les habits masculins, les équipements et les idées que la rédaction estime être les meilleurs. 